# Algemene Waterschapspartij
De Algemene Waterschapspartij (afgekort: AWP), officieus de AWP voor water, klimaat en natuur, is een Nederlandse politieke partij. De AWP wil vanuit maatschappelijke betrokkenheid deelnemen aan het besturen van de waterschappen, en is vertegenwoordigd in 14 van de 21 waterschappen. De grootste AWP-fractie zit in het hoogheemraadschap van Delfland, waar de partij drie van de dertig zetels heeft.

## Geschiedenis
De Algemene Waterschapspartij (AWP) is op 15 november 2007 opgericht te Amsterdam op initiatief van Peter Vonk en Henk Wesselius, beiden bestuurslid van het hoogheemraadschap Hollands Noorderkwartier, en Eric Oosterom. Vonk werd voorzitter van de nieuwe partij. De partij streeft ernaar de waterschappen te behouden als organisatie voor het waterbeheer. Het ledental van de vereniging bedroeg in 2015 zo'n 250 leden. De AWP deed in 2019 mee met de verkiezingen als AWP niet politiek wel deskundig, in 2023 onder de naam AWP voor water, klimaat en natuur. In 2023 deed de partij voor het eerst ook mee aan de Provinciale Statenverkiezingen in zes provincies, maar wist geen zetel te behalen.

### Voorzitters
- 2007 - 2015: Peter Vonk
- 2015 - 2018: Ger de Jonge
- 2018 - 2022: Ron van Megen
- 2022 - heden: Fokke van Zeijl

## Zetels
| Waterschap                     | Waterschap                     | 2008 | 2008 | 2015 | 2015 | 2019 | 2023 |
| ------------------------------ | ------------------------------ | ---- | ---- | ---- | ---- | ---- | ---- |
| Noorderzijlvest                | Noorderzijlvest                | -    | -    | 1    | 1    | 0    | -    |
| Fryslân                        | Fryslân                        | -    | -    | -    | -    | -    | 0    |
| Hunze en Aa's                  | Hunze en Aa's                  | 1    | 1    | 2    | 2    | 2    | 0    |
| Reest en Wieden                | Drents Overijsselse Delta      | 1    | 1    | 2    | 2    | 2    | 0    |
| Groot Salland                  | Drents Overijsselse Delta      | 1    | 1    | 1    | 2    | 2    | 0    |
| Velt en Vecht                  | Vechtstromen                   | 0    | 3    | 3    | 3    | 3    | 1    |
| Regge en Dinkel                | Vechtstromen                   | 3    | 3    | 3    | 3    | 3    | 1    |
| Zuiderzeeland                  | Zuiderzeeland                  | 2    | 2    | 2    | 2    | 1    | 2    |
| Veluwe                         | Vallei en Veluwe               | 2    | 2    | 3    | 3    | 2    | 2    |
| Vallei en Eem                  | Vallei en Veluwe               | 2    | 2    | 3    | 3    | 2    | 2    |
| Rijn en IJssel                 | Rijn en IJssel                 | 1    | 1    | 1    | 1    | 1    | 0    |
| De Stichtse Rijnlanden         | De Stichtse Rijnlanden         | 2    | 2    | 1    | 1    | 1    | 2    |
| Amstel, Gooi en Vecht          | Amstel, Gooi en Vecht          | 1    | 1    | 0    | 0    | -    | 2    |
| Hollands Noorderkwartier       | Hollands Noorderkwartier       | 2    | 2    | 1    | 1    | 1    | 0    |
| Rijnland                       | Rijnland                       | 2    | 2    | 2    | 2    | 1    | 1    |
| Delfland                       | Delfland                       | 3    | 3    | 4    | 4    | 3    | 3    |
| Schieland en de Krimpenerwaard | Schieland en de Krimpenerwaard | 0    | 0    | 1    | 1    | 1    | 2    |
| Rivierenland                   | Rivierenland                   | 2    | 2    | 1    | 1    | 1    | 1    |
| Hollandse Delta                | Hollandse Delta                | 0    | 0    | 1    | 1    | 1    | 0    |
| Zeeuwse Eilanden               | Scheldestromen                 | 1    | 1    | 1    | 1    | 1    | 1    |
| Zeeuws-Vlaanderen              | Scheldestromen                 | -    | 1    | 1    | 1    | 1    | 1    |
| Brabantse Delta                | Brabantse Delta                | 1    | 1    | 1    | 1    | 0    | 1    |
| De Dommel                      | De Dommel                      | 2    | 2    | 1    | 1    | 1    | 1    |
| Aa en Maas                     | Aa en Maas                     | 3    | 3    | 2    | 2    | 1    | 1    |
| Peel en Maasvallei             | Limburg                        | -    | -    | -    | -    | 0    | 1    |
| Roer en Overmaas               | Limburg                        | 0    | 0    | -    | -    | 0    | 1    |
| totaal                         | totaal                         | 32   | 32   | 30   | 30   | 23   | 21   |
| verkiesbare zetels             | verkiesbare zetels             | 502  | 502  | 464  | 464  | 442  | 518  |

Een "-" in de tabel betekent dat de partij geen kandidatenlijst had ingediend.